# Demultiplexer (multimédia)
Demultiplexer, demuxer nebo splitter je software (obvykle součást nebo zásuvný modul multimediálního frameworku), který dokáže z multimediálního kontejneru (např. ve formátu AVI nebo Matroska) extrahovat jednotlivé datové toky (video stopu, zvukové stopy, titulky). Jednotlivé datové toky jsou dále dekódovány pomocí odpovídajících dekodérů. Propojení zdroje dat (soubor, síťový stream) s demultiplexerem a jeho výstupů s vhodnými dekodéry je úkolem právě multimediálního frameworku. Opakem demultiplexeru je multiplexer neboli muxer, který dokáže prokládat jednotlivé elementární toky do určitého kontejneru.
Příkladem demultiplexeru může být AVI Splitter frameworku DirectShow, který je schopen demultiplexovat jednotlivé elementární toky z kontejneru ve formátu AVI, nebo knihovna libavformat (součást balíku FFmpeg), která obsahuje demultiplexery pro prakticky všechny významné formáty kontejnerů (např. AVI, Matroska, MP4/QuickTime, Ogg, apod.)
Neschopnost přehrávače otevřít a přehrát určitý multimediální kontejner (např. soubory s příponou .mkv) může být způsobena chybějícím demultiplexerem.